# Dee Mosbacher

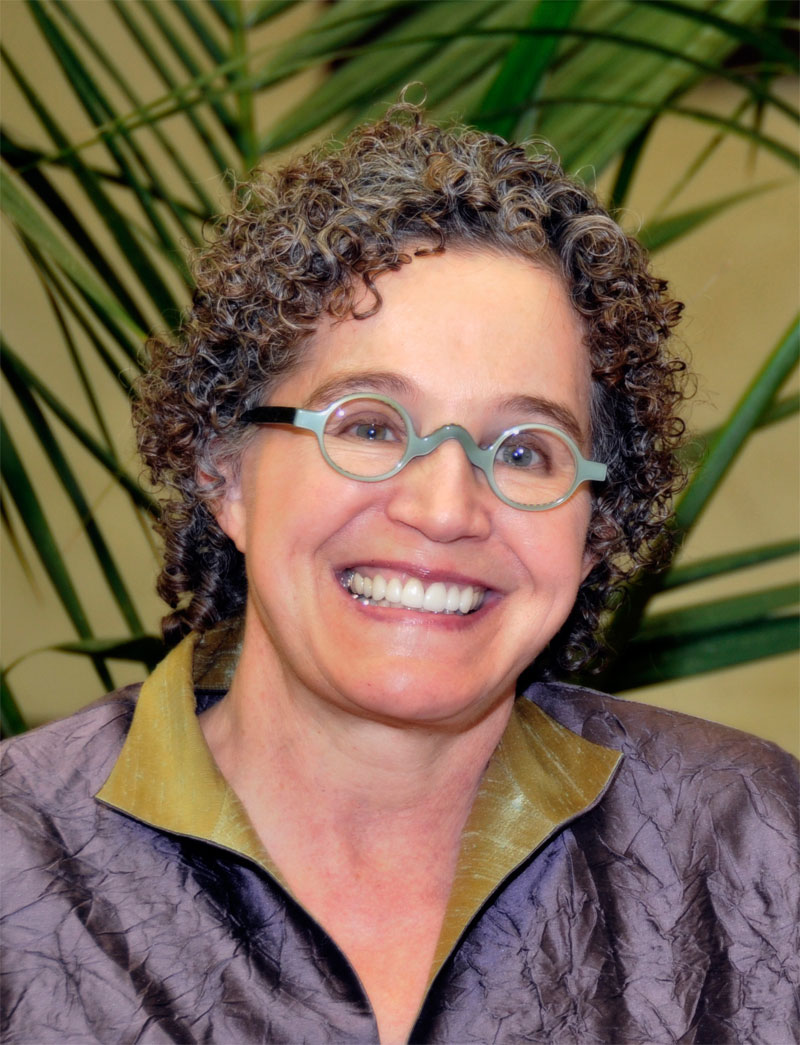
Dee Mosbacher

Diane „Dee“ Mosbacher (* 13. Januar 1949 in Houston) ist eine US-amerikanische Filmemacherin. Mosbacher dreht hauptsächlich Dokumentarfilme aus dem Themenbereich des LGBT. Ihre Filme wurden für verschiedene Filmpreise nominiert und ausgezeichnet.

## Leben
Dee Mosbacher ist die Tochter des US-amerikanischen Politikers Robert Mosbacher und dessen Frau Jane Pennybacker. Mosbacher studierte Sozialpsychologie und promovierte in diesem Fach. 1994 veröffentlichte sie gemeinsam mit Frances Reid den Kurzfilm Straight from the Heart, für den sie eine Oscarnominierung erhielt. In einem Interview mit der Zeitschrift The Advocate im April 1995 erklärte Mosbacher, dies sei ihre Antwort auf die Gay agenda, bzw. den gleichnamigen Videofilm.
Im Januar 2005 heirateten Mosbacher und die Psychiaterin und Autorin Nanette Gartrell in British Columbia.

## Filmografie
Als Regisseurin
- 1994: Straight from the Heart
- 1995: Out for a Change: Addressing Homophobia in Women’s Sports
- 2001: All God’s Children
- 2002: Radical Harmonies
- 2009: Training Rules

Als Produzentin
- 1994: Straight from the Heart
- 2003: No Secret Anymore: The Times of Del Martin & Phyllis Lyon
- 2009: Training Rules

## Nominierungen und Auszeichnungen
- Oscarverleihung 1995: Nominierung für Straight from the Heart in der Kategorie „Bester Dokumentar-Kurzfilm“
- National Black Arts Film Festival 1996: Auszeichnung für All God’s Children[4]
- Outfest Los Angeles Gay and Lesbian Film Festival 2002: Auszeichnung für Radical Harmonies[4]